# Per Brohäll

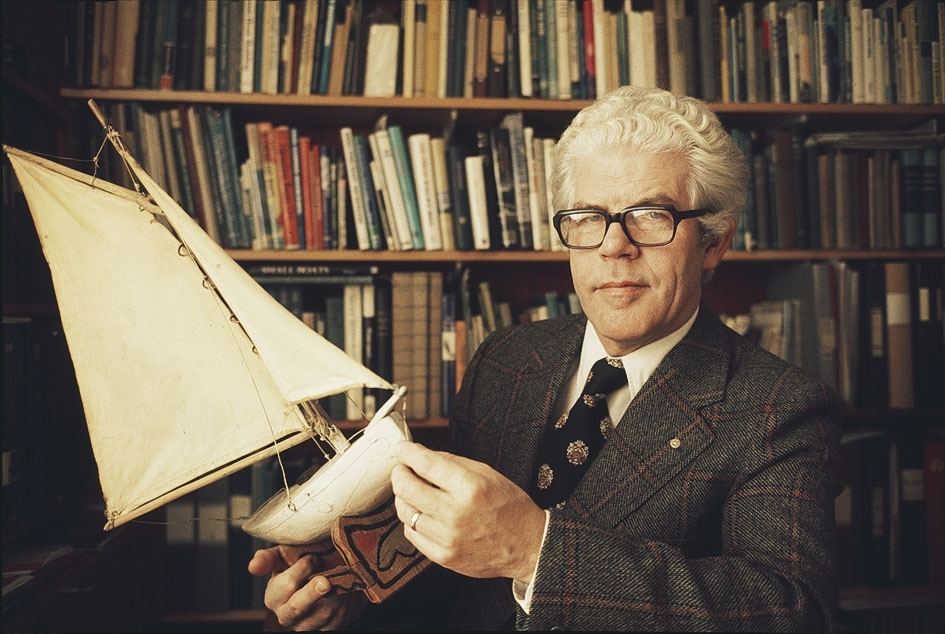
Per Brohäll bei Albin Marin

Per A. S. Brohäll (* 17. März 1917 in Forshaga; † 3. Oktober 1989 in Kristinehamn) war ein schwedischer Designer und Bootskonstrukteur.

## Leben

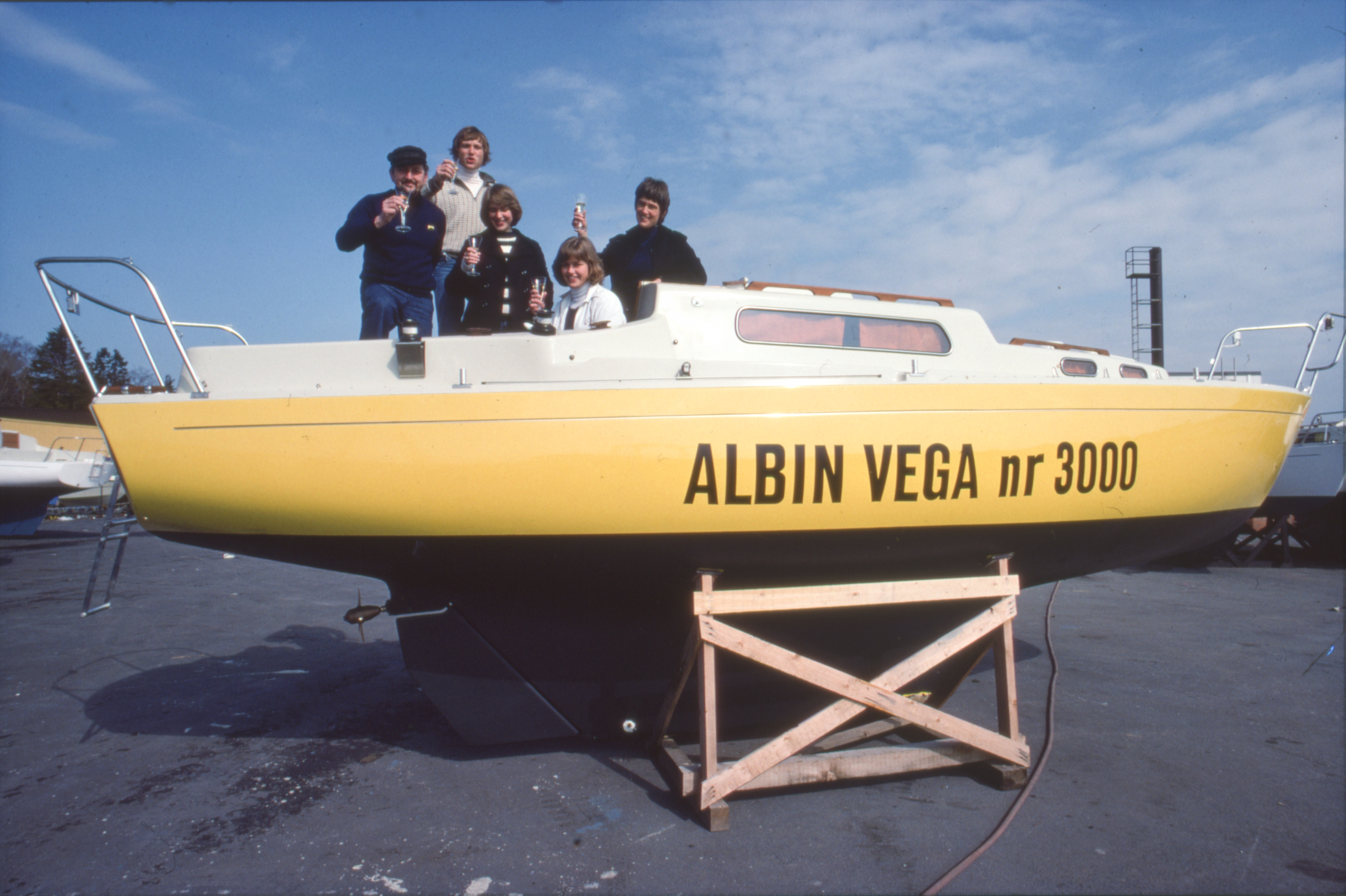
Die 3000. Albin Vega, noch ohne Rigg

Zeichnung der Trissjolle

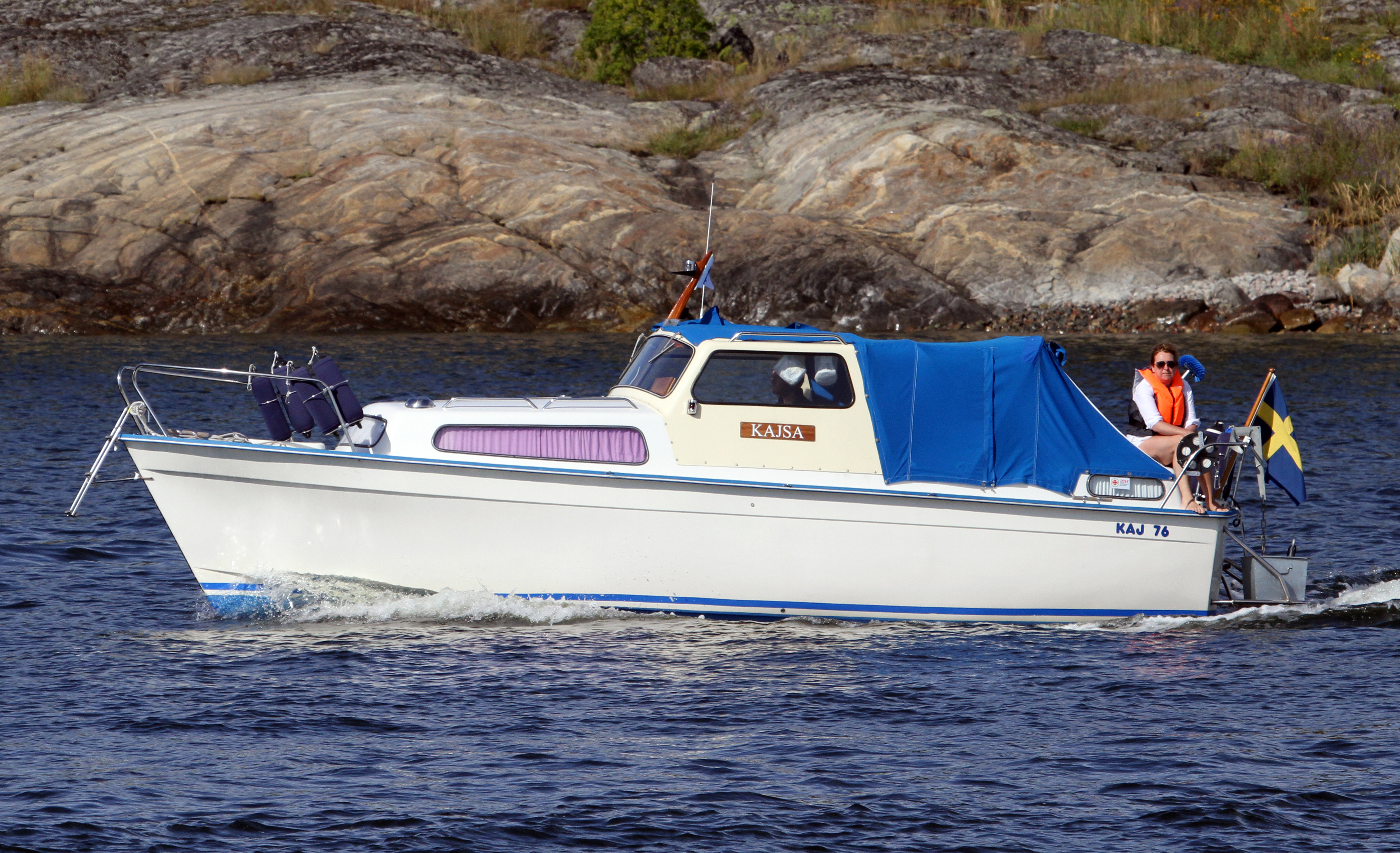
Motorboot Albin 25

Nach dem Reifezeugnis (Examen) 1935 besuchte er von 1937 bis 1939 die Krigsflygskolan, eine Flugschule der Schwedischen Luftwaffe, in Ljungbyhed (Gemeinde Klippan, Südschweden). Anschließend war er bis 1967 bei der Luftwaffe beschäftigt und erreichte den Dienstgrad Major. Ab 1968 hatte er ein eigenes Konstruktionsbüro, Brohälls konstruktionsbyrå AB.
Ab 1950 machte Brohäll als Bootsdesigner auf sich aufmerksam, als er den Wettbewerb der Zeitschrift Yachting World für ein preiswertes Volksboot gewann. Seine frühen Entwürfe waren meist aus Sperrholz und für Selberbauer gedacht (Pop 16, Stanley 19). Er konstruierte die Trissjolle sowie das Motorboot Albin 25 für Albin Marin, von dem über 2500 Exemplare gebaut wurden und das 2022 von Lesern der Zeitschrift Praktiskt Båtägande zum beliebtesten Motorboot-Klassiker des 20. Jahrhunderts gewählt wurde. Für Albin Marin konstruierte er außerdem Segelboote wie Albin Vega, Albin Viggen und Albin Singoalla. Hierbei war er einer der ersten, der auf glasfaserverstärkten Kunststoff (GFK) setzte. Die Albin-Boote wurden in großen Stückzahlen hergestellt und machten das Unternehmen in den 1970er-Jahren zu einem der größten Bootshersteller in Europa. Die Vega ist mit 3552 gebauten Einheiten in den Top 10 der meistgebauten Fahrtenyachten überhaupt. Insgesamt wurden etwa 30.000 Boote nach seinen Entwürfen gebaut.
Für den Schoner Älva zeichnete er den Segelplan.
Brohäll schrieb Artikel über Segeln und Bootsbau sowie die Bücher Min segelbåt („Mein Segelboot“, 1. Aufl. 1957) und Bygg båten själv („Bau dein Boot selbst“, 1965).
Sein Sohn und seit 2019 sein Enkel betreiben den Bootsservice Brohäll Marin.

## Publikationen
- Min segelbåt. 2. Auflage, P. A. Norstedt & Söner, Stockholm 1962, ISBN 91-1-722172-2.
- Bygg båten själv. Stockholms Tekniska Förlag, Stockholm 1965 (Nachdruck durch Museiföreningen Sveriges Fritidsbåtar, 2008).